# Ixcateopan de Cuauhtémoc
Ixcateopan de Cuauhtémoc egy település Mexikó Guerrero államának északi részén. 2010-ben lakossága meghaladta a 2500 főt. Hírnevét annak köszönheti, hogy 1949-ben több száz éves emberi csontokat találtak itt, amelyeket némelyek Cuauhtémoc azték uralkodó maradványainak gyanítanak.

## Földrajz

### Fekvése

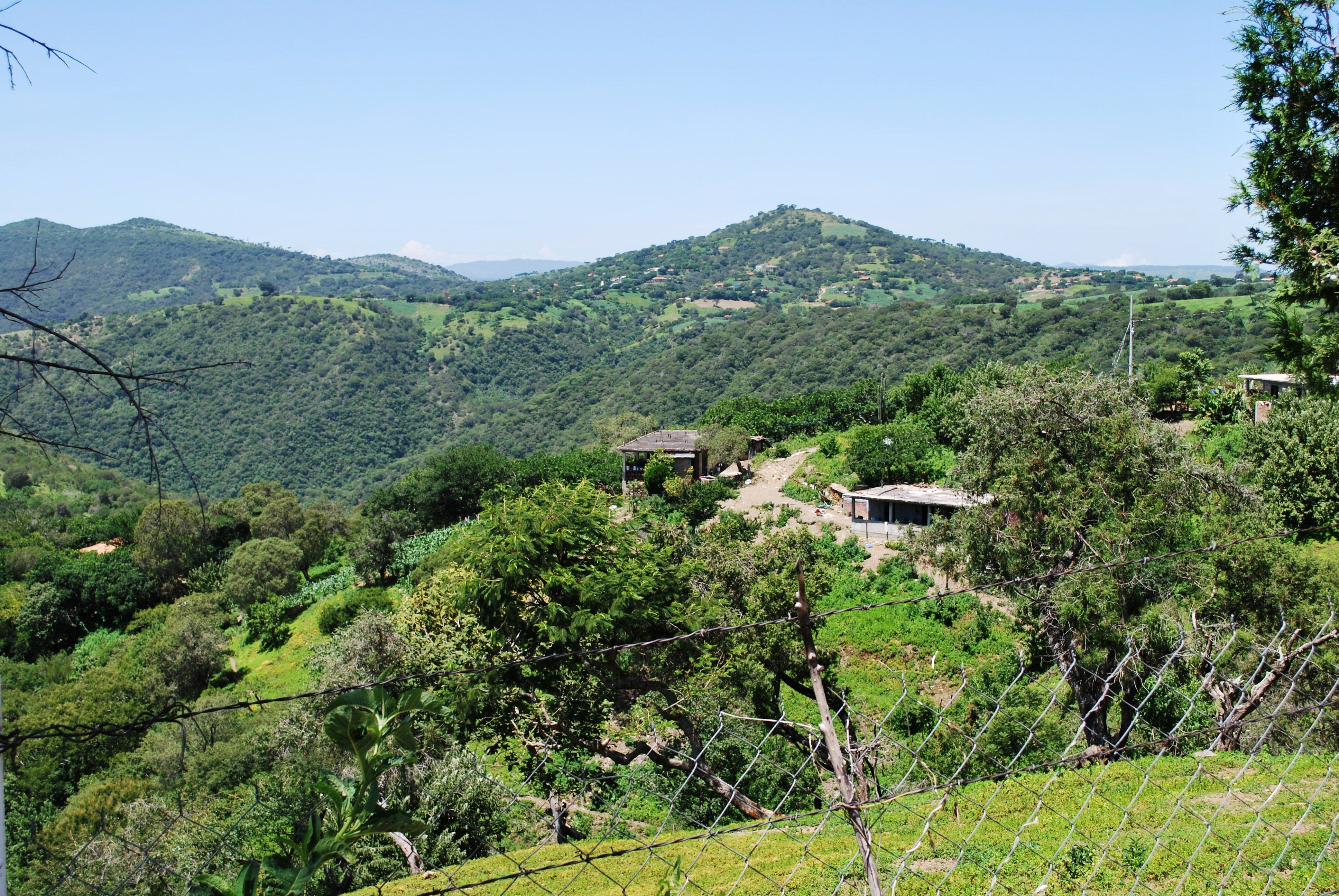
Ixcateopan vidéke

Ixcateopan Guerrero állam északi részén, a Déli-Sierra Madre hegyei között található mintegy 1800 méteres tengerszint feletti magasságban az El Salitre és az Agua Verde nevű patakok völgyei között. Közvetlen környezetében mezőgazdasági területek is találhatók, de kissé távolabb már szinte csak rétek, legelők és még nagyobb mennyiségben vadon terül el.

### Éghajlat
A település éghajlata meleg, nyáron és ősz elején igen csapadékos. Minden hónapban mértek már legalább 30 °C-os hőséget, de a rekord nem érte el a 40 °C-ot. Az átlagos hőmérsékletek a januári 11,8 és a májusi 16,2 fok között váltakoznak, fagy nem fordul elő. Az évi átlagosan 1020 mm csapadék időbeli eloszlása nagyon egyenetlen: a júniustól szeptemberig tartó 4 hónapos időszak alatt hull az éves mennyiség közel 80%-a.
| Hónap                                   | Jan. | Feb. | Már. | Ápr. | Máj. | Jún. | Júl. | Aug. | Szep. | Okt. | Nov. | Dec. | Év   |
| --------------------------------------- | ---- | ---- | ---- | ---- | ---- | ---- | ---- | ---- | ----- | ---- | ---- | ---- | ---- |
| Rekord max. hőmérséklet (°C)            | 30,5 | 31,0 | 38,5 | 37,0 | 36,0 | 33,5 | 35,0 | 32,5 | 30,5  | 31,0 | 32,5 | 32,5 | 38,5 |
| Átlagos max. hőmérséklet (°C)           | 24,0 | 25,3 | 27,6 | 29,2 | 28,6 | 25,0 | 24,1 | 24,0 | 23,7  | 24,0 | 24,3 | 24,0 | 25,3 |
| Átlaghőmérséklet (°C)                   | 17,9 | 18,9 | 20,9 | 22,5 | 22,4 | 20,3 | 19,5 | 19,5 | 19,3  | 19,0 | 18,7 | 18,1 | 19,8 |
| Átlagos min. hőmérséklet (°C)           | 11,8 | 12,6 | 14,1 | 15,8 | 16,2 | 15,6 | 15,0 | 14,9 | 14,9  | 14,1 | 13,0 | 12,2 | 14,2 |
| Rekord min. hőmérséklet (°C)            | 5,0  | 6,0  | 8,5  | 9,5  | 10,0 | 9,5  | 9,0  | 10,5 | 10,0  | 9,0  | 6,0  | 5,5  | 5,0  |
| Átl. csapadékmennyiség (mm)             | 12   | 7    | 6    | 14   | 73   | 215  | 199  | 194  | 192   | 86   | 17   | 7    | 1020 |
| Forrás: Servicio Meteorológico Nacional |      |      |      |      |      |      |      |      |       |      |      |      |      |

## Népesség
A település népessége a közelmúltban folyamatosan növekedett:
| Év   | Lakosság |
| ---- | -------- |
| 1990 | 2064     |
| 1995 | 2192     |
| 2000 | 2296     |
| 2005 | 2379     |
| 2010 | 2502     |

## Története

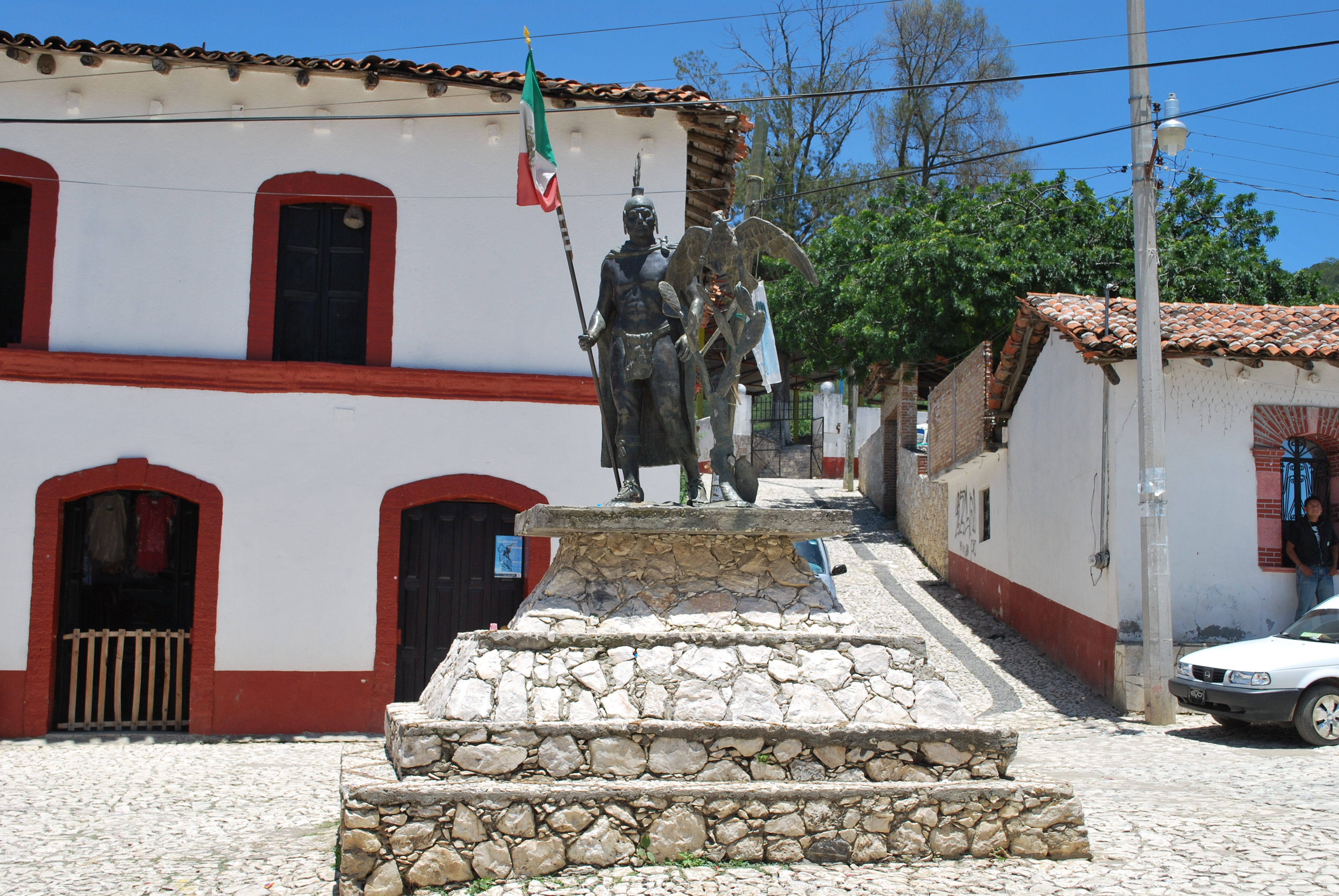
Cuauhtémoc azték uralkodó emlékműve

Az Ixcateopan szó egyes vélemények szerint a navatl nyelvű ichacates és moteopan szavak összetételéből ered, jelentése „itt van a nagy tiszteletnek örvendő urad”. Eszerint az elmélet szerint a település régi neve Zompancuahuithli volt. Mások úgy vélik, a település neve „itt van a templom” vagy „gyapottemplom” jelentésű lehet.
Amikor 1824-ben létrejöttek Mexikóban a szövetségi államok, Ixcateopan México állam taxcói körzetébe, azon belül is Totoltepec községhez tartozott. Amikor 1849-ben megalakult Guerrero állam, Ixcateopan ide csatlakozott, és 1850-ben hivatalosan is önálló községgé vált. A reformháború idején a helyi gerillák is harcoltak a szabadelvű eszmékért, az 1910-ben kitört forradalom során pedig Adrián Castrejón főhadiszállását a település mellett rendezte be (ezt a helyet ma is El Campamento, azaz „a táborhely” néven ismerik).
A falu a környező domborzati viszonyok miatt sokáig a külvilágtól szinte teljesen elzárva fejlődött, az első országút, amely egyébként Igualával és Teloloapannal kötötte össze, csak 1941 és 1944 között épült ki.
Ixcateopan 1949-ben szerzett magának nagy hírnevet, amikor szeptember végén Eulalia Guzmán vezetésével az INAH (Nemzeti Embertani és Történelmi Intézet) ásatásokat végzett a településen, és régi emberi csontokat tárt fel, amelyeket sokan Cuauhtémoc azték uralkodó maradványainak gondolnak, igaz, ezt sokan vitatják is. A felfedezés tiszteletére 1950-ben a falu nevét kiegészítették a de Cuauhtémoc utótaggal, és azóta is számos turista látogat el a kegyhellyé alakított templomba, ahol az uralkodó (vélt vagy valós) csontjai láthatók.

## Turizmus, látnivalók

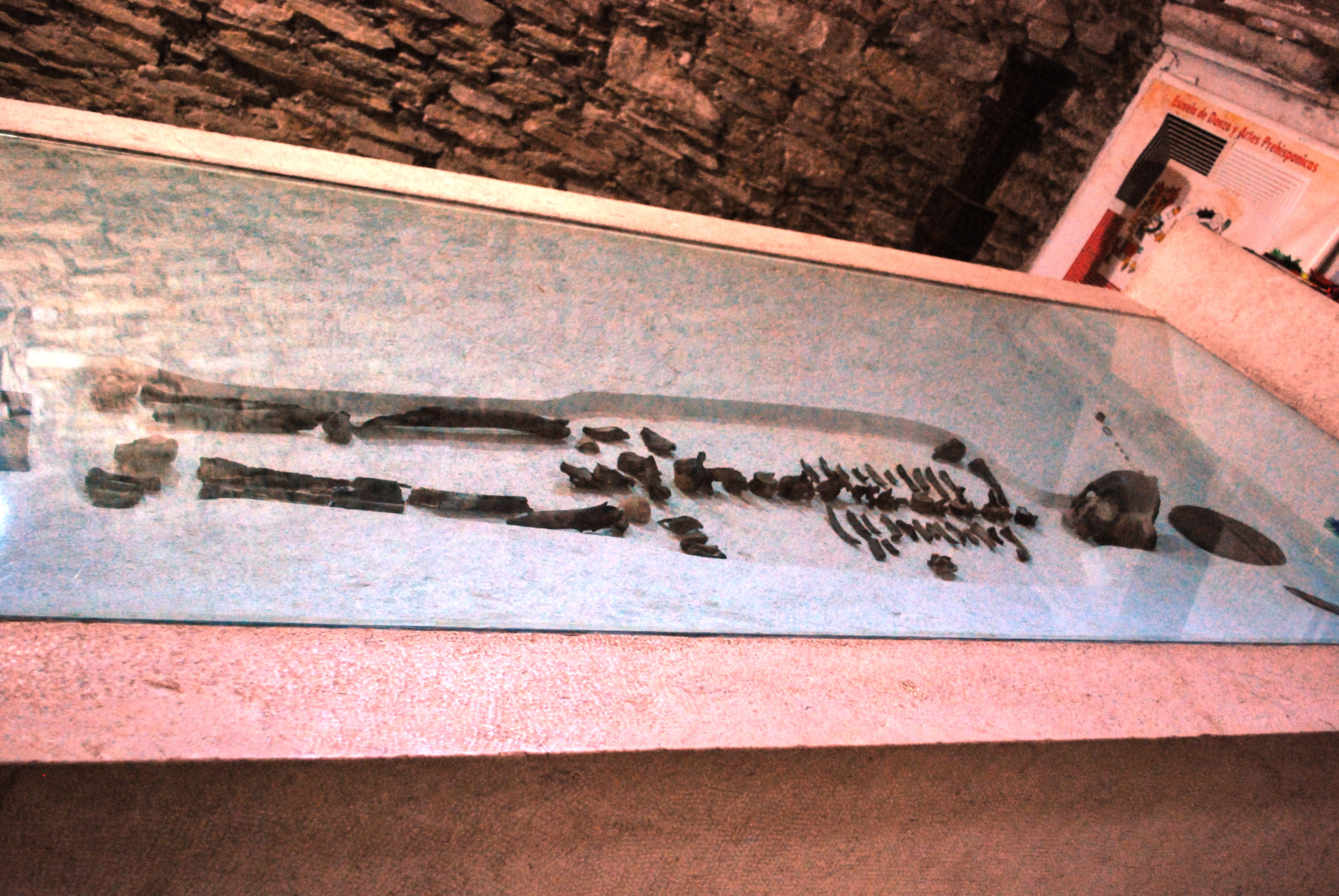
Cuauhtémoc állítólagos maradványai

A település fő látnivalója a Santa María de la Asunción-templom, amely önmagában is építészeti érték, de a turisták azért látogatják, mert itt őrzik Cuauhtémoc azték uralkodó állítólagos maradványait. Ugyancsak található a településen egy egész alakos Cuauhtémoc-emlékmű is, februárban pedig az uralkodó születésnapját ünneplik a faluban. A helyi múzeumban a spanyolok megérkezése előtti kultúrák korából származó régészeti leleteket mutatnak be.